# Urugvajski referendum u studenom 1994.
Urugvajski refernedum u studenom 1994. održan je 27. studenog 1994. u sklopu općih izbora. Glasači su se mogli izjasniti za i protiv oko dva referendumska pitanja: slažu li se s inicijativom da se spriječe rezovi u mirovinskom sustavu, te slažu li se s povećanjem udjela za obrazovanje iz državnog proračuna na 27%.  Prvi prijedlog je glasovima biračima prihvaćen, a drugi odbijen.

## Ishod referenduma

### Prvo pitanje: reforma protiv rezanje mirovina
| Izbor                        | Glasovi   | %     |
| ---------------------------- | --------- | ----- |
| ZA                           | 1.540.462 | 72,30 |
| PROTIV                       | 590.156   | 27,70 |
| Ukupno:                      | 2.130.618 | 100   |
| Prijavljeni birači/izlaznost | 2.328.478 | 91,50 |
| Izvor: Direct Democracy      |           |       |

### Drugo pitanje: povećanje novčanih izdvajanja za obrazovanje
| Izbor                        | Glasovi   | %     |
| ---------------------------- | --------- | ----- |
| ZA                           | 694.351   | 32,58 |
| PROTIV                       | 1.436.267 | 67,42 |
| Ukupno:                      | 2.130.618 | 100   |
| Prijavljeni birači/izlaznost | 2.328.478 | 91,50 |
| Izvor: Direct Democracy      |           |       |

## Poveznice
- Opći izbori u Urugvaju 1994.
- Urugvajski referendum 1999.